# Gerd-Peter Eigner
Gerd-Peter Eigner (właśc. Gerd Peter Sobczyk; ur. 21 kwietnia 1942 roku w Malapane, obecnie Ozimek na Górnym Śląsku, zm. 13 kwietnia 2017 roku w Berlinie) – niemiecki pisarz.

## Życie
Gerd Sobczyk był synem urzędnika kolejowego Alfonsa Szymona Sobczyka, który został zastrzelony na początku 1945 roku przez radzieckich żołnierzy. Jego matka uciekła z dziećmi na Zachód. Początkowo do Drezna, w którym przeżyli przeprowadzone 13–14 lutego 1945 przez lotnictwo brytyjskie i amerykańskie zmasowane naloty dywanowe na miasto, potem do Börde koło Magdeburga. Od 1949 mieszkał w Wilhelmshaven, gdzie chodził do gimnazjum humanistycznego. Po przerwaniu nauki został wolontariuszem gazety Wilhelmshavener Zeitung. Następnie udał się do Paryża, gdzie imał się różnych zajęć. W 1961 roku wrócił do Niemiec i kontynuował naukę w Oldenburgu. W 1964 roku zdał egzamin dojrzałości i zaczął studiować ekonomię, socjologię i historię na Uniwersytecie w Hamburgu. W 1965 zmienił uczelnię na wyższą szkołę pedagogiczną w Oldenburgu, którą ukończył w 1968. Od 1969 do 1971 roku pracował jako nauczyciel dzieci z zaburzeniami w szkole specjalnej i w ośrodku w Bremie. Od 1971 roku został pisarzem.
W następnych latach często zmieniał miejsce zamieszkania: od 1972 roku mieszkał na Krecie, skąd w 1973 roku został wydalony przez grecką juntę wojskową, następnie w Tuluzie, w 1974 roku na wyspie Formentera, w 1975 roku ponownie na Krecie, w 1976 roku w Bremie, w 1978 roku w Berlinie, od 1980 w Paryżu. Ostatnie lata zamieszkał na przemian w Berlinie i we włoskim Olevano Romano.
Gerd-Peter Eigner był autorem powieści, esejów i słuchowisk radiowych.
Eigner należał od 1972 do 1986 do Związku Niemieckich Pisarzy (Verband deutscher Schriftsteller), a także był członkiem stowarzyszenia pisarzy PEN-Zentrum Deutschland, zdobywając różne nagrody, w tym m.in. takie wyróżnienia jak: w 2009 w Nagrodę Literacką im. Eichendorffa za całość twórczości (w szczególności była to nagroda za opublikowaną w 2008 powieść Die italienische Begeisterung), w lipcu 2010 roku otrzymał Eigner Nagrodę im. Nicolasa Borna w wysokości 15 tys. euro.